# José Antonio Primo de Rivera
Pour les articles homonymes, voir Primo de Rivera.
José Antonio Primo de Rivera y Sáenz de Heredia, né le 24 avril 1903 à Madrid et mort le 20 novembre 1936 à Alicante, est un homme politique espagnol, fils du général Miguel Primo de Rivera et fondateur de la Phalange espagnole. Il est mort exécuté le 20 novembre 1936 à Alicante, au début de la guerre d'Espagne.

## Biographie
Né dans une famille noble d'Andalousie de longue tradition militaire, il est le fils aîné du général Miguel Primo de Rivera, chef du gouvernement et président du directoire — « une dictature avec roi » — entre 1923 et 1930, sous le règne d'Alphonse XIII. Après son baccalauréat, obtenu en 1917, il entreprend des études à la faculté de droit de Madrid, il y obtient une licence en 1922. L'année suivante, à l'âge de vingt ans, il est reçu aux examens de doctorat, mais ne présenta jamais sa thèse.
Il effectue son service militaire en 1923-1924, et est lieutenant de cavalerie. Il sert au régiment des Dragones de Santiago no 9, à Barcelone, puis aux Húsares de la Princesa, à Madrid.
Il devient avocat en avril 1925, inscrit au barreau de Madrid. Il ouvre alors son propre cabinet et est vite reconnu pour son talent professionnel. Ainsi, le doyen du collège des avocats de Madrid, Francisco Bergamín, auquel José Antonio Primo de Rivera était opposé dans un procès, déclara : « J'ai dit en saluant le jeune avocat que nous avons écouté avec tant de plaisir, qu'il était un véritable espoir ! Je rectifie, Messieurs les Magistrats, et j'affirme qu'aujourd'hui, nous avons entendu une véritable gloire du barreau espagnol. C'est tout ».
En juin 1930, il est reçu dans l'ordre des chevaliers de Saint-Jacques de l'Épée (Orden de Santiago) en même temps que ses deux frères, Miguel et Fernando.

### L'«inquiétude» espagnole
Chez Primo de Rivera, élevé « à l'ombre de son père », les valeurs militaires ancrées dans sa personnalité se combinaient avec une « formation intellectuelle et un esprit politique de type libéral (Ortega pour lui, comme pour tous les jeunes gens de sa génération, fut la référence essentielle), que contrebalançaient son éducation traditionaliste et ses convictions religieuses ». Dans son célèbre Hommage et reproche à Don José Ortega y Gasset, publié en 1935, Primo de Rivera écrira notamment : « Une génération qui pour ainsi dire s'éveilla à l'inquiétude espagnole sous le signe d'Ortega y Gasset, s'est imposée à elle-même, tout aussi tragiquement, la mission de vertébrer l'Espagne ».
L'intuition politique joséantonienne de « sauver l'Espagne pour l'Espagne », au-delà de l'influence primordiale d'Ortega prend sa source chez des penseurs comme Eugenio d'Ors, Ramiro de Maeztu, Rafael Sánchez Mazas, Unamuno et les auteurs de la génération de 98, mais aussi Spengler. Et Arnaud Imatz de souligner que « parmi ces auteurs, dominés par la préoccupation de préserver la communauté nationale d'une irrémédiable décadence, deux ont profondément imprégné la pensée de Primo de Rivera : José Ortega y Gasset et Miguel de Unamuno […] les deux plus grandes figures du libéralisme espagnol contemporain […]. Les deux hommes les plus illustres de l'Université espagnole des années 1920 qui contribuèrent à la chute de la dictature étaient pourtant radicalement anti-fascistes ».
Dans un ouvrage récent, l'historien espagnol Joan Maria Thomàs résume ainsi le fond du destin politique de José-Antonio : « Toute sa vie — héroïque, d'abnégation, pleine de chimères et d'énergie — était imprégnée de cette nostalgie mi-bourgeoise mi-littéraire pour le travail méthodique et la discussion intime. Il se rendait compte, cependant, qu'il était marqué déjà par un destin, qu'il n'était pas possible de reculer, qu'il devait renoncer à tout. Parce qu’il faut choisir entre l'Œuvre et le Bonheur. Et José-Antonio opta pour la première ».

### Unefidélitépolitique
En avril 1930, voulant défendre la mémoire de son père récemment décédé, il se lance dans l'action politique et participe à la fondation de la Unión Monárquica Nacional où il retrouve nombre d'anciens ministres du général Primo de Rivera dont José Calvo Sotelo, et l'écrivain Ramiro de Maeztu. En juin 1931, il se présente, dans la circonscription de Madrid, aux élections générales convoquées pour former l'Assemblée Constituante des Cortes de la Seconde République espagnole. Les raisons de sa candidature sont exprimées dans un court Manifeste publié le 29 septembre dans ABC : « Dieu sait bien que ma vocation est d'être parmi mes livres, et que m'éloigner d'eux pour me lancer momentanément dans le vertige lancinant de la politique me cause une véritable douleur. Mais je serais lâche ou insensible si je dormais tranquillement tandis qu'aux Cortes, devant le peuple, on continue de lancer des accusations contre la mémoire sacrée de mon père ». Avec ce sens de la responsabilité politique, « sa jeunesse et son courage attirent sur lui tous les regards ». Cependant, il sera battu par son adversaire Bartolomé Cossío, présenté par la coalition électorale Conjonction républicano-socialiste, qui regroupait des partis républicains de gauche, dont les plus importants étaient le Parti socialiste ouvrier espagnol (PSOE) et le Parti républicain radical (PRR).
En 1932, accusé de soutenir la Sanjurjada, le pronunciamiento du général Sanjurjo, il est arrêté ; mais, aucune charge ne pouvant être finalement retenue contre lui, il est rapidement libéré. Peu après, il fonde avec l'aviateur Julio Ruiz de Alda le Movimiento Sindicalista Español qui sera l'embryon de la Phalange espagnole.
À partir de 1929, Primo de Rivera écrit des articles politiques dans la presse espagnole, notamment dans le quotidien La Nación, proche de la Unión Monárquica Nacionalet, plus épisodiquement, dans ABC. C'est dans ce quotidien qu'il publiera, en mars 1933, une lettre ouverte à Juan Ignacio Luca de Tena, le directeur du journal, sur le fascisme. Son article Vers un nouvel État est publié, sous pseudonyme, le 16 mars 1933 dans l'unique numéro de la revue El Fascio paru avant qu'elle ne soit interdite par le gouvernement républicain. Il y critique l'esprit nihiliste de « l' État libéral  qui ne croit en rien, ni même en son destin propre, ni même en soi-même » et en appelle à l'État nouveau qui serait au service de « l'Unité » et de « la Patrie comme totalité historique ». Il présentera les Points initiaux de la Phalange nouvellement créée dans l'hebdomadaire du Mouvement, intitulé F.E., qui publia quinze numéros entre décembre 1933 et juillet 1934.
Le 19 novembre 1933, lors des deuxièmes élections générales, il est élu député de la circonscription de Cadix. Il sera alors le seul représentant de la Phalange siégeant comme indépendant à l'Assemblée des Cortes où une coalition de partis de droite s'assura la majorité.

### Le fondateur de la Phalange

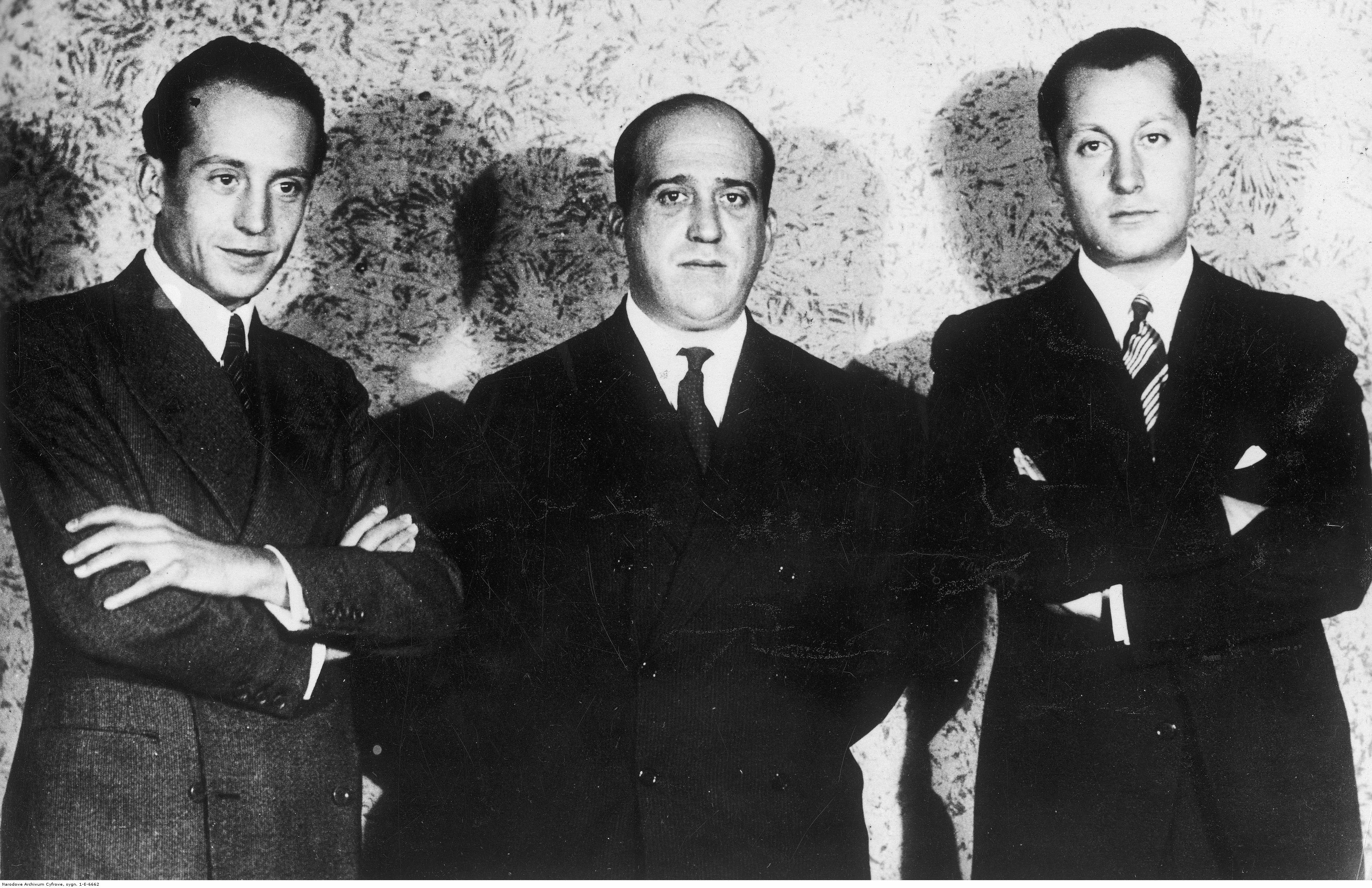
Alfonso García-Valdecasas, Julio Ruiz de Alda et José Antonio Primo de Rivera lors de la fondation de la Phalange espagnole, le 29 octobre 1933.

Le 29 octobre 1933, José Antonio Primo de Rivera fonde la Phalange espagnole, dont il présente le programme le jour même lors d'un discours public au Teatro de la Comedia à Madrid. Il y développe une critique de Jean-Jacques Rousseau, cet « homme néfaste », et du libéralisme démocratique destructeur « de l'unité spirituelle des peuples » qui « apporta l'esclavage économique », tout en refusant le socialisme dont « la réaction fut légitime » mais qui « proclama le dogme monstrueux de la lutte des classes » et amena « la désagrégation, la haine, la séparation, l'oubli de tout lien de fraternité et de solidarité entre les hommes. » Il y appelle à reconstruire « l'unité totale de la Patrie » afin que « l'Espagne retrouve décidément le sens universel de sa culture et de son Histoire ». Ainsi que le note l'historien Robert Paxton, on trouve là un exemple de ce que Sigmund Neumann, politologue américain, appelait, selon une typologie propre, l'approche d'un parti d'intégration, par rapport au parti de représentation.

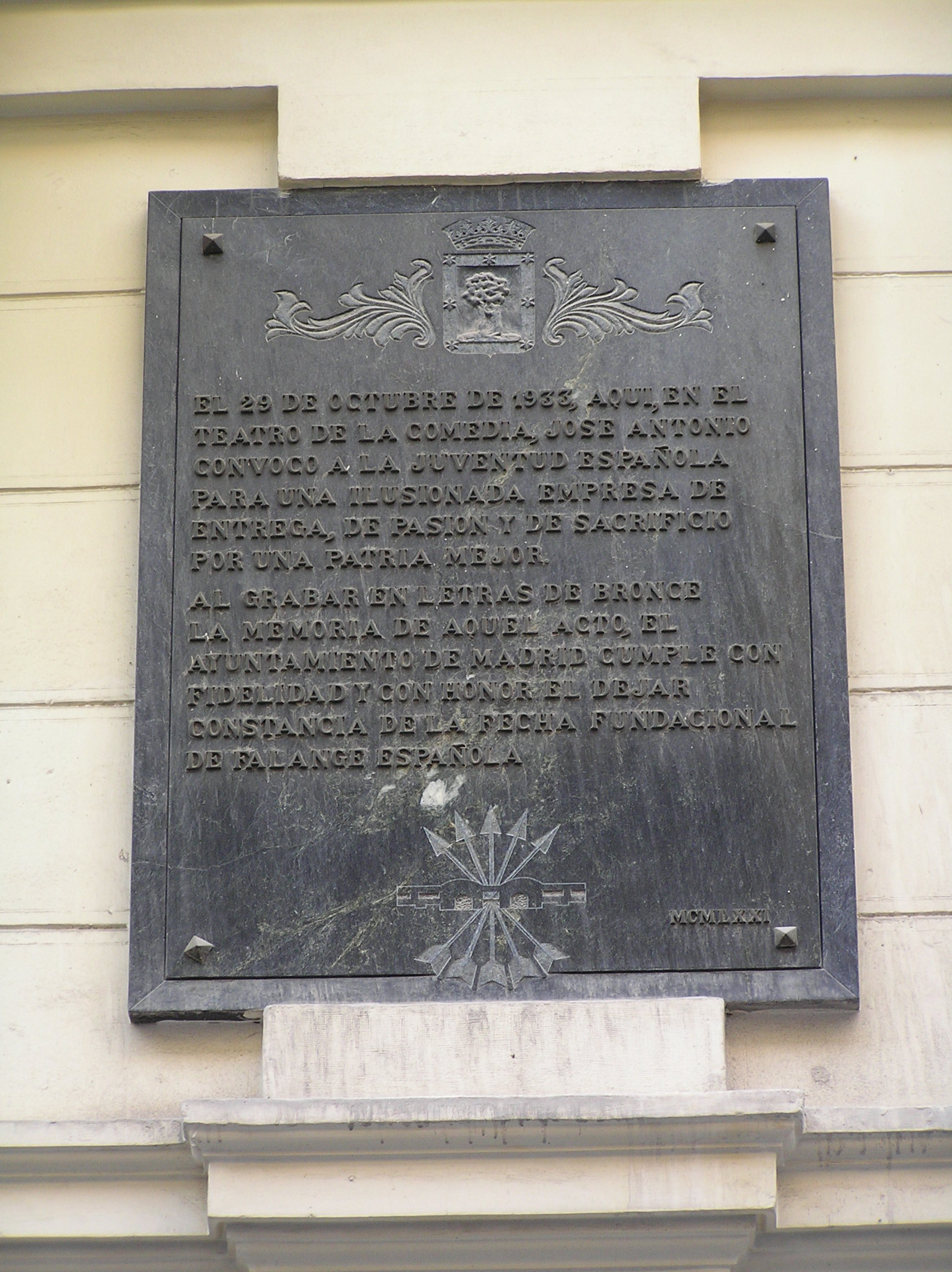
Plaque commémorative de l'acte fondateur de la Phalange espagnole posée sur la façade du Teatro de la Comedia, Madrid (1971).

Peu de temps après, le 15 février 1934, la fusion du mouvement avec les Juntas de Ofensiva Nacional-Sindicalista fondées par Onésimo Redondo et Ramiro Ledesma Ramos donnera naissance à la Falange Española de las JONS. Le texte en 27 points du programme du nouveau Mouvement, élaboré par le Conseil National comprenant en particulier Primo de Rivera et Ledesma Ramos, a été publié le 30 novembre 1934. Il affirme la « réalité suprême de l'Espagne », une « volonté impériale » et le projet d'un « État national-syndicaliste qui organisera corporativement la société espagnole » tout en « répudiant  le système capitaliste » et « également le marxisme ». Il « incorpore le sens catholique - de glorieuse tradition et prédominant en Espagne - à la reconstruction nationale ».

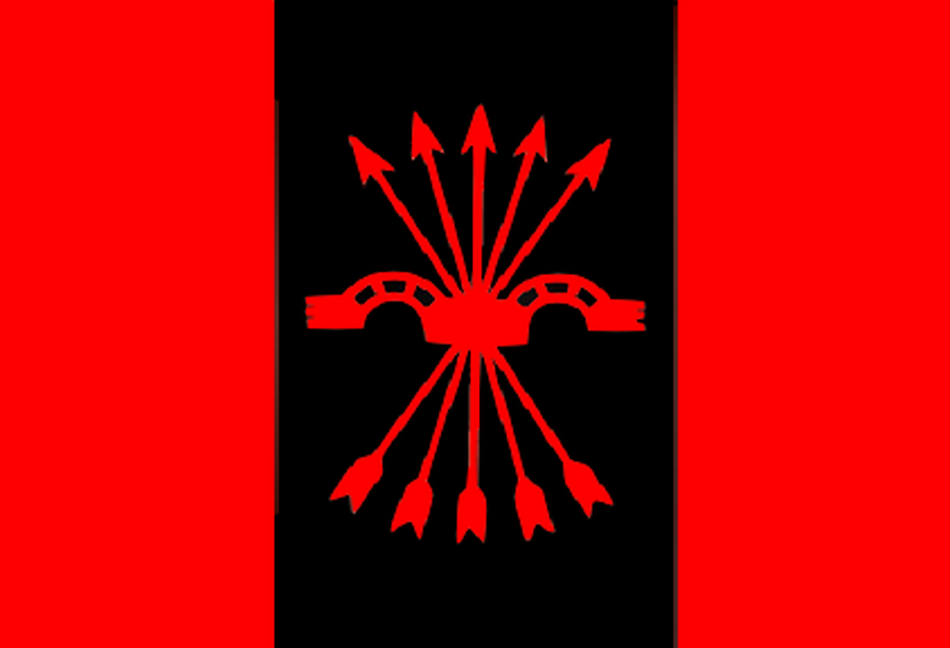
Drapeau de la Falange Española de las JONS.

Dans un article publié en Roumanie en septembre 1936, Emil Cioran observera cependant le rôle paradoxal du catholicisme espagnol dans le développement de la révolution en Espagne : « Le catholicisme, écrit-il, fut pendant des siècles la seule respiration de l'Espagne. Un monopole spirituel qu'il paie cher aujourd'hui. Au commencement, il était plein de vie et jouait un rôle extrêmement actif (...) Mais avec le temps, il n'est devenu que forme et terreur (...) L'inadaptation de l'âme espagnole à un catholicisme ankylosé a donné naissance au divorce actuel. On ne peut pas faire de révolution en Espagne sans combattre le catholicisme. Et ce, par reconnaissance pour les cimes atteintes à travers lui ou, plus exactement, avec son aide ».
La relation du Mouvement avec le fascisme a été explicitée dans une déclaration de José Antonio Primo de Rivera en décembre 1934 : « La Falange Española de las JONS n'est pas un mouvement fasciste, elle a avec le fascisme quelques coïncidences sur des points essentiels de valeur universelle ; mais elle développe chaque jour ses caractères propres et ainsi est sûre de trouver précisément selon ce chemin ses possibilités les plus fécondes ». Ce que l'historien allemand Ernst Nolte commente ainsi : « Aussi était-ce plus qu'un stratagème quand il [Primo de Rivera] nia que la Phalange fût un mouvement fasciste et se refusa à participer au congrès fasciste international de Montreux ».
Robert Paxton, dans une analyse de perspective comparative avec les mouvements fascistes européens, souligne trois caractères distinctifs de la Phalange : « Le premier caractère est sa ferveur catholique (...) Le deuxième est l'origine sociale élevée (« upper-class ») et l'excellente éducation du chef principal, José Antonio Primo de Rivera (...) Enfin, le fascisme de la première heure resta faible en Espagne, car le conservatisme catholique occupait la plus grande partie de l'espace politique disponible (...) En outre, le fascisme espagnol était aussi notable pour la vigueur de sa critique du capitalisme de marché ».
George L. Mosse, historien américain d'origine allemande, relève, quant à lui, la dimension poétique du mouvement : « Quand José Antonio Primo de Rivera parlait de la Falange comme d'un “mouvement poétique” (...) il illustrait une tendance de l'ensemble du fascisme ».

### 1936: la prison et l'exécution à Alicante
Battue aux élections législatives du 16 février 1936, avec un score électoral de 0,7 % des votes, la Phalange est déclarée hors la loi par les républicains espagnols à la suite de la tentative d'assassinat, le 12 mars 1936, de Luis Jiménez de Asúa, fomentée par des étudiants du Sindicato Español Universitario (SEU), un syndicat national-syndicaliste, en représailles de l'assassinat à Madrid, le 10 mars, de deux étudiants de la faculté de droit, un falangiste et un Carliste. Le 14 mars, Primo de Rivera est emprisonné à la prison Modelo de Madrid avec d'autres dirigeants du parti, pour avoir eu en sa possession trois revolvers. Le 5 juin 1936, il est transféré à la prison d'Alicante qui sera sa tombe.

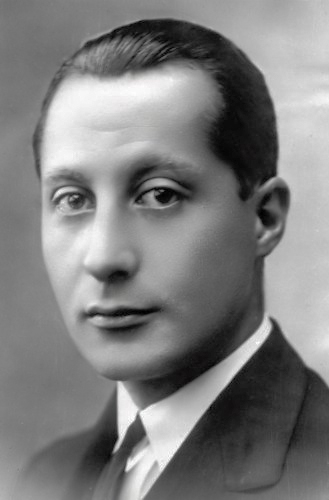
José Antonio Primo de Rivera en 1936.

Depuis la prison, il continue de  diriger le mouvement en émettant des circulaires où il donne ses consignes. Alors que des rumeurs de coup d'État s'amplifient, la Circulaire du 24 juin 1936 dit notamment : « Que tous nos camarades considèrent comme il est offensant pour la Phalange qu'on lui propose de prendre part comme comparse à un mouvement qui ne va pas conduire à implanter l'État national-syndicaliste, à entreprendre l'immense tâche de la reconstruction de la patrie esquissée dans nos 27 points, mais à restaurer une médiocrité bourgeoise, conservatrice... bordée, comme raillerie suprême, par l'accompagnement chorégraphique de nos chemises bleues. » Et il prévient : « Tout chef, quel que soit son rang dans la hiérarchie, qui fera des pactes locaux avec des éléments militaires ou civils, sans l'ordre exprès du chef national, sera immédiatement expulsé de la Phalange, et son expulsion sera divulguée par tous les moyens disponibles. » Cinq jours plus tard, la Circulaire du 29 juin 1936 précise cependant « les conditions auxquelles les chefs locaux et territoriaux pourront conclure des accords pour un possible soulèvement immédiat contre le gouvernement actuel ».
La veille du soulèvement militaire, le 17 juillet 1936, il publie un dernier manifeste où il écrit : « Nous rompons aujourd'hui ouvertement avec les forces ennemies qui tiennent la patrie prisonnière. Notre rébellion est un acte de service pour la cause de l'Espagne. » Et il conclut par cet appel : « Travailleurs, agriculteurs, intellectuels, soldats, marins, gardiens de notre patrie : secouez votre résignation devant le tableau de son effondrement et venez avec nous pour une Espagne une, grande et libre. Que Dieu nous aide. ¡Arriba España! ».
Ainsi, il semble qu'en juillet 1936, Primo de Rivera se soit vu obligé, non sans réticence, d'accorder son soutien au général Emilio Mola et aux autres généraux insurgés contre le gouvernement républicain.
Dans la nuit du 22 au 23 août 1936, son frère cadet, Fernando Primo de Rivera (1908 - 1936), également incarcéré en mars 1936 à la prison Modelo de Madrid, est assassiné par des miliciens anarchistes de la CNT et de la FAI qui avaient pris le contrôle des lieux, en même temps qu'une trentaine de détenus, parmi lesquels Julio Ruiz de Alda (cofondateur de la Phalange en 1933).

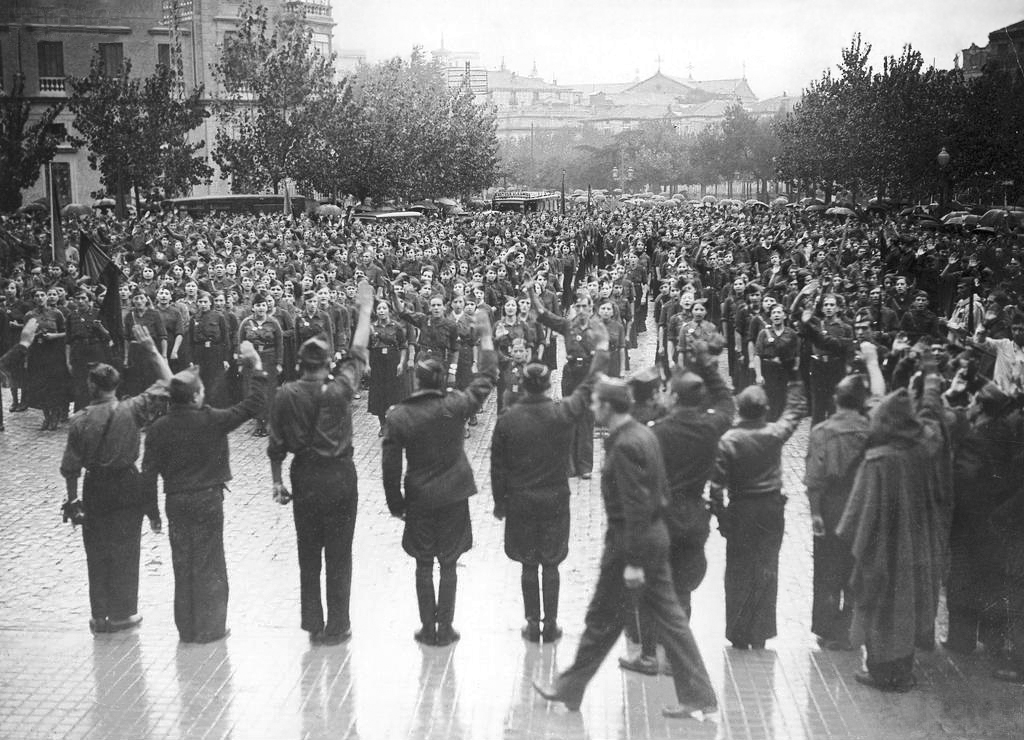
Membres de la Phalange espagnole devant la basilique de Nuestra Señora del Pilar à Saragosse, en octobre 1936.

Le 17 novembre 1936, José Antonio Primo de Rivera est jugé pour rébellion militaire, assurant lui-même sa propre défense, celle de son frère Miguel et de la femme de ce dernier, puis est condamné à mort par un tribunal populaire. Il est exécuté trois jours plus tard, fusillé à 6 h 20 du matin, le 20 novembre, dans la cour de la prison d'Alicante.
Selon ce que rapporte Francisco Largo Caballero dans ses Recuerdos, l'exécution prendra de court le gouvernement espagnol réuni en Conseil des ministres : « l'exécution de Primo de Rivera par peloton d'exécution fut un motif de profond dégoût pour moi, et je crois pour tous les ministres du Cabinet (...) Nous étions en session avec le dossier sur la table quand nous reçûmes un télégramme nous informant que Primo de Rivera avait été fusillé à Alicante. Le Conseil ne voulut pas traiter un fait déjà accompli, et je me refusais à ratifier la nouvelle, afin de ne pas légaliser une action réalisée à l'encontre d'une procédure que j'avais moi-même imposée dans le but d'éviter les exécutions motivées par passion politique. ».
Primo de Rivera laissera un Testament, écrit le 18 juillet, qui révèle la constance de son plus grand désir politique, celui de voir l'Espagne se retrouver comme « unité de destin dans l'universel » : « Puisse mon sang être le dernier que l'on répande lors de discordes civiles. Puisse le peuple espagnol enfin en paix, peuple si riche de vertus profondes, retrouver la Patrie, le Pain et la Justice ». Et qu'ainsi se réalise le vœu formulé  lors du discours de fondation de la Phalange, le 29 octobre 1933, dans une phrase restée célèbre : « Que tous les peuples d'Espagne, aussi divers soient-ils, se sentent en harmonie dans une irrévocable unité de destin ». Eugenio d'Ors écrira : « Pour les Espagnols et où que l'on parle ou lise le castillan, le testament de Primo de Rivera est d'ores et déjà destiné, et pour toujours, à être - telle est sa qualité littéraire - une page d'anthologie. Mais, plus que jamais aujourd'hui, sa leçon morale est d'une valeur souveraine. Sa leçon tempérée, ouverte au possible (posibilista), impartiale. Si bien qu'étant chrétienne, nous dirions horacienne, et étant admirablement stoïque, nous la jugerions spirituelle et très exactement épicurienne ».
Ramiro Ledesma Ramos, fondateur des JONS, ayant été exécuté le 29 octobre 1936 à Madrid, c'est donc l'ensemble du triumvirat historique  de la Falange Española de las JONS composé de Primo de Rivera, Ruiz de Alda, et Ledesma Ramos qui fut éliminé par les républicains durant les premiers mois de la guerre civile.
En août 1936, Unamuno avait écrit à un de ses correspondants, journaliste argentin : « On ne sait à peu près rien de son sort. Imaginez-vous mon angoisse (…) Je l'ai suivi avec attention et je peux assurer qu'il s'agit d'un cerveau privilégié. Peut-être le plus prometteur de l' Europe contemporaine ».
Primo de Rivera devient le principal martyr du régime franquiste. À la fin de la guerre civile, son corps est exhumé pour être enterré, le 30 novembre 1939, dans la basilique du monastère de l'Escorial. Puis, en 1959, sur ordre du général Franco, il est à nouveau exhumé, pour être réinhumé dans la basilique Sainte-Croix del Valle de los Caídos. 

## José Antoniosous Franco
Malgré leur soutien public à la personne de José Antonio Primo de Rivera, les militaires insurgés contre la République ne parvinrent pas à lui sauver la vie. Selon l'historien britannique Antony Beevor, « les tentatives dramatiques de délivrer José Antonio n'aboutirent pas, une première fois le jour du soulèvement, puis le jour suivant (...) José Antonio fut exécuté rapidement par les autorités locales le 20 novembre, pour parer au cas où le Conseil des ministres qui devait se réunir ce jour-là réduirait la sentence à la prison à perpétuité ». Paul Preston estime, quant à lui, que le général Franco aurait opéré un « sabotage grossier et tortueux » contre les tentatives de négocier une libération de José Antonio : « le Caudillo avait besoin de la Phalange  comme mécanisme de mobilisation politique de la population civile », mais il était clair aussi que « si le charismatique José Antonio Primo de Rivera était apparu à Salamanque, Franco n'aurait jamais pu dominer et manipuler la Phalange comme il le fit par la suite ».

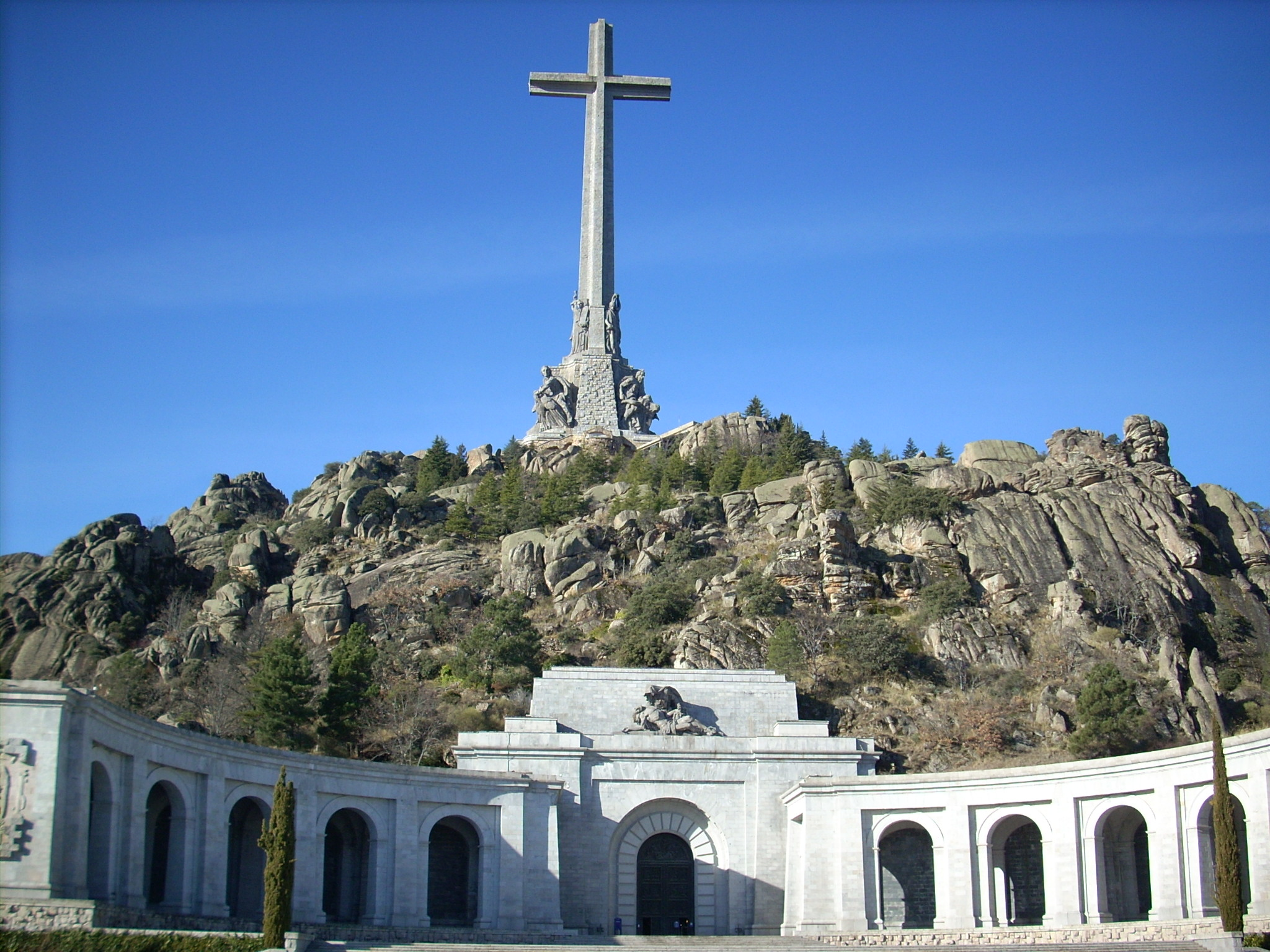
La basilique Sainte-Croix du Valle de los Caídos.

La figure du martyr fut amplement exploitée dans les années qui suivirent : « Pour la religion politique franquiste, la mort de José Antonio Primo de Rivera accomplissant dans la prison d'Alicante sa condamnation à mort à l'aube du 19 au 20 novembre 1936, le convertissait, avec le proto-martyr Calvo Sotelo, Ramiro de Maeztu et Víctor Pradera, en un des martyrs par excellence du conglomérat franquiste ». Cela résulte sans doute d'un choix car la figure du martyr est moins encombrante que celle du dirigeant politique. Primo de Rivera fut alors comme « vivant mais absent », et les chefs de la Phalange n'essayèrent pas de se doter d'un nouveau chef charismatique, obéissant ainsi à la volonté de Franco de concentrer l'ensemble du pouvoir et du potentiel nationaliste entre ses mains. Pendant la guerre, il fut connu dans la zone Nationale comme «el Ausente» (« l'absent »), signe manifeste qu'à l'époque beaucoup doutaient de la véracité de sa mort.
Primo de Rivera avait maintenu une relation d'amitié avec divers députés socialistes, parmi lesquels Indalecio Prieto, et on l'aperçut plusieurs fois aux côtés d'anarchistes-syndicalistes tels que Angel Pestaña, avec lequel il ne parvint cependant à aucun accord sur aucun point. Nombre de ses adversaires les plus farouches ne se défendront d'ailleurs que mal d'une sympathie spontanée à son égard. « Ses ennemis reconnaissaient son charme », écrit Hugh Thomas.
À partir d'août 1934, il rencontra souvent Federico García Lorca qu'« il admirait extraordinairement et dont il disait qu'il serait le poète de la Phalange ». Selon une certaine réciprocité esthétique, Salvador Dali qui fut lié à Lorca, déclara en retour admirer chez José Antonio cette volonté d'inversion des idées en un sens vertical et confiait à Louis Pauwels : « C'est pourquoi j'ai voué un culte à José Antonio Primo de Rivera ».
Ainsi, l'exécution de José Antonio Primo de Rivera élimina l'unique chef charismatique du camp rebelle qui pouvait faire de l'ombre aux militaires, laissant la voie libre pour la conversion de la Phalange en parti unique du régime. Celui-ci, établi par un décret du général Franco en avril 1937 sous le nom de Falange Española Tradicionalista y de las Juntas de Ofensiva Nacional Sindicalista, regroupait la Phalange espagnole (FE de las JONS), les traditionalistes carlistes et le reste des forces politiques qui avaient appuyé le soulèvement militaire du 18 juillet 1936. Cette Phalange domestiquée devint la branche politique d'un plus vaste Movimiento Nacional, l'appareil d'Etat dont Francisco Franco était le chef national. Manuel Hedilla, numéro 2 de la Phalange espagnole des JONS, qui refusa cette unification, fut arrêté et condamné à mort par les autorités militaires, le 5 mai 1937. Ainsi que Robert Paxton l'écrit : « Franco trouva la Phalange utile en tant que sa “claque”, et en contrepoids des monarchistes. Il réussit à utiliser le mouvement avec une adresse considérable sans en perdre le contrôle ».
Lors de l'entretien qu'il accorda au journaliste Jay Allen le 3 octobre 1936 dans la prison d'Alicante, Primo de Rivera, avec peut-être une sorte de prémonition, terminait par ces mots : « Je sais que si ce Mouvement gagne et qu'il s'avère qu'il n'est rien d'autre que réactionnaire, alors je me retirerai avec la Phalange et je ... reviendrai dans cette prison ou dans une autre, dans quelques mois seulement ».

## Postérité et politiques de la mémoire
José Antonio Primo de Rivera est l'auteur, avec un groupe de poètes et écrivains phalangistes ou proches du Mouvement, des paroles de l'hymne de la Phalange, Cara al sol. L'hymne fut composé en novembre - décembre 1935, sur une musique du compositeur basque espagnol Juan Tellería.
L'écrivaine et poétesse britannique Elizabeth Bibesco lui dédia son dernier roman, The Romantic, publié en 1940 avec la dédicace suivante : « To José Antonio Primo de Rivera. I promised you a book before it was begun. It is yours now that it is finished-- Those we love die for us only when we die--». José Antonio s'était lié avec elle, lors du séjour de celle-ci à Madrid où son mari, le prince Bibesco, était ambassadeur de Roumanie (1927-1931). Dans une lettre à celle qu'il appelait Mi Princesa Roja, datée du 17 mars 1936, José Antonio décrit non sans une élégante légèreté, en se jouant de trois langues, ses premières journées d'incarcération à Madrid : « (...) wonder what a romantic situation - I am in prison (...) But you are not in Spain and the idiot of the man put me in prison instead of calling me to have a quick conversation. This is the only side I regret (sic); quant au reste the life in prision (sic) is quite delicious : no telephone, only one hour for visitors every day, long hours, spring beginning to green the great trees of La Moncloa and la Dehesa  de la Villa (that I see in front of my eyes as I am writing, through a great sunny window) and time to do everything : gymnastics, reading, writing (you will see the lovely novel I prepare), playing chess (do you spell it like that?) I want to say échecs, but I fear it is also badly written in French) and talking to five perfect friends who have been put into prison with me. You would love them (...) ». Selon Ximénez de Sandoval, Elizabeth Bibesco interviendra, pour essayer de sauver José Antonio, auprès du président Azaña en lui parlant directement par téléphone depuis Londres.
La Section féminine de la Phalange espagnole qu'il créa en 1934, fut dirigée par sa sœur Pilar Primo de Rivera (1906 - 1991) de sa fondation à son démantèlement en 1977, après la chute du franquisme. Selon Stanley Payne, « la taille de l'organisation et son périmètre d'activité s'étendirent énormément durant la guerre et, en 1939, elle comptait 580 000 membres ». Sous le régime franquiste et au sein du Movimiento, la Sección Femenina conserva ses « structures, son idéologie et son programme originels (...) En tant que membre de la première heure, Pilar ne perdit jamais sa vision de la Phalange comme organisation révolutionnaire, capable de transformer la société grâce aux efforts de l'élite de ses membres. Elle voyait en son leadership de la Sección Femenina l'accomplissement de la mission inachevée de son frère décédé, et, en un sens plus large, la continuation d'une tradition initiée par son père au service de l'Espagne »,.
Son frère Miguel Primo de Rivera  (1904-1964) fut membre du Conseil national du Mouvement national, gouverneur civil de Madrid, ministre de l'agriculture (1941-1945), puis ambassadeur d'Espagne au Royaume-Uni (1951-1958).
Par décret en date du 18 juillet 1948, le général Franco décerne à titre posthume à José Antonio, le titre de duc de Primo de Rivera, auquel est associée la dignité de grand d'Espagne,.

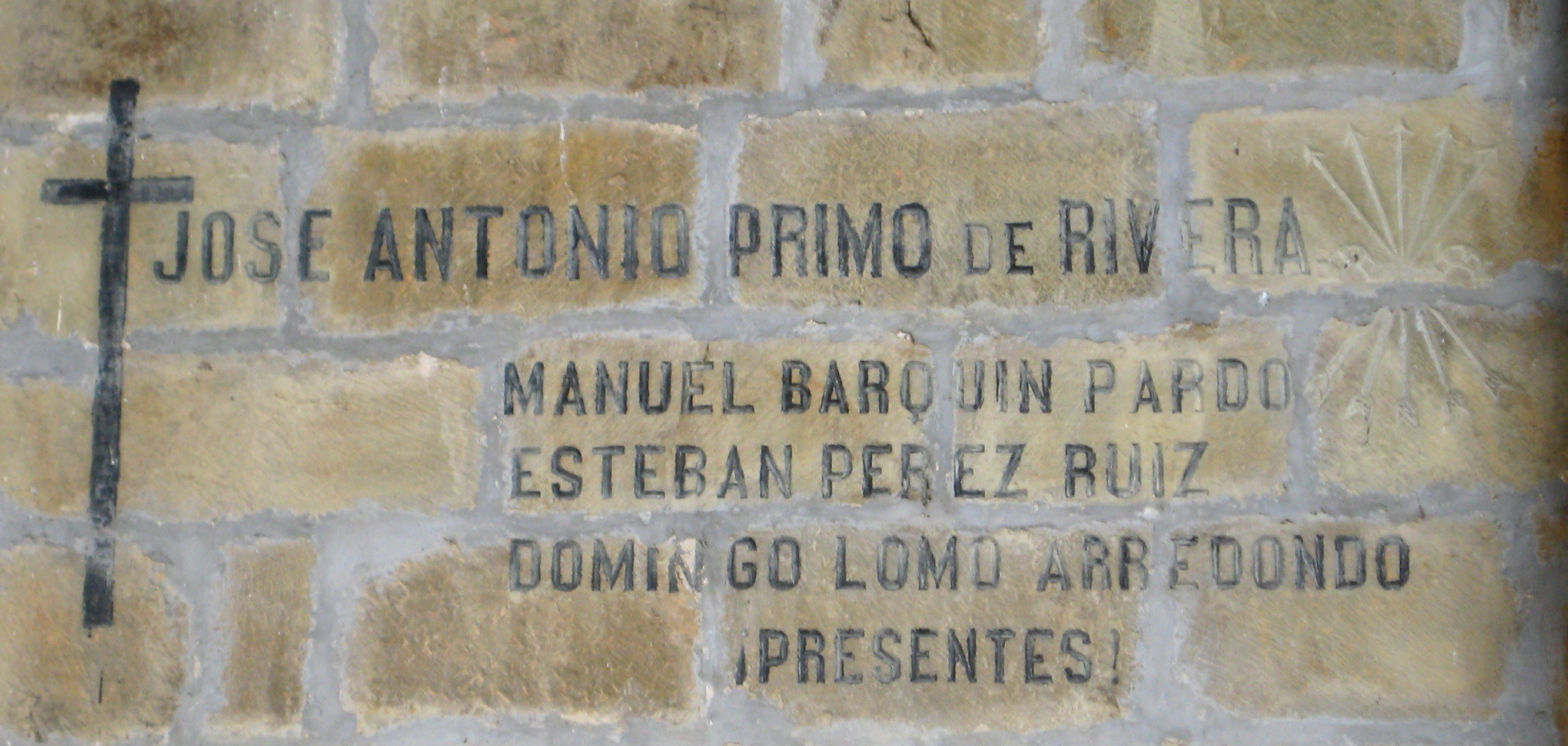
Inscription sur la façade de l'église Saint Michel, à Ogarrio (Cantabrie), en mémoire de José Antonio Primo de Rivera et de membres locaux de la Phalange tombés durant la Guerre civile. L'emblème de la Phalange a été effacé.

Pendant le régime franquiste, son nom a été donné à une des principales avenues de presque toutes les villes d'Espagne. Si plusieurs de ces voies ont été débaptisées après 1975, il en demeurait encore 373 dans les municipalités du pays en 2015. La dernière statue publique de José Antonio Primo de Rivera est démontée en mars 2005 sur décision du conseil municipal de Guadalajara faisant suite au gouvernement espagnol qui avait procédé à l'enlèvement de l'ultime statue équestre du général Franco à Madrid, une semaine auparavant. La mairie, arguant du fait que « les deux statues représentent des personnages chacun éloigné, sinon situé aux antipodes, des principes et valeurs d'un système démocratique » jugea qu'il convenait de les transférer dans un musée et de « récupérer les lieux de la mémoire partagée et assumée par tous les citoyens ».
Le général Franco est également mort un 20 novembre en 1975, soit 39 ans plus tard (on a soupçonné que sa vie avait été artificiellement prolongée pour atteindre cette date symbolique). Il repose alors près de José Antonio, au Valle de los Caídos. Le 20 novembre demeure une date symbolique pour l'extrême droite espagnole.
Au cours de la dernière décennie, différentes voix se sont élevées pour réclamer la reconversion du site du Valle de los Caídos en un lieu de mémoire dépolitisé rendant hommage à toutes les victimes de la guerre civile, ainsi que pour requérir le déplacement des sépultures de Primo de Rivera et de Franco. Votée en 2007, la Loi sur la mémoire historique n'a pas précisé le sort réservé à leurs tombes et cette question fait toujours l'objet d'un débat politique soutenu en Espagne. Ainsi le Parti socialiste ouvrier espagnol l'a-t-il inscrite dans son programme électoral actuel de gouvernement et a-t-il déposé, à plusieurs reprises, des résolutions au Parlement exigeant leur transfert. La dernière résolution en date du 11 mai 2017 obtint une majorité au Parlement mais n'est pas contraignante pour le gouvernement (« una proposición no de ley »),.
En juillet 2018, le gouvernement socialiste de Pedro Sánchez annonce vouloir transférer la dépouille de Franco vers un autre endroit, conformément à sa décision antérieure de faire du mausolée un monument dédié à « la reconnaissance et à la mémoire de tous les Espagnols ». Le 24 août 2018, le gouvernement espagnol adopte un décret qui établit que la dépouille de Franco devra être exhumée avant la fin de cette même année. Le 24 septembre 2019, la Cour suprême espagnole autorise l'exhumation du corps de Franco, afin que celui-ci soit inhumé dans le cimetière du Pardo, ce qui est fait le 24 octobre 2019. Le 24 avril 2023, jour du 120e anniversaire de sa naissance, les restes de Primo de Rivera sont transférés à leur tour dans le caveau familial du cimetière madrilène Saint-Isidore. Des militants assistent à l'exhumation,.

## Dans la littérature
Dans son roman Falco, Arturo Pérez-Reverte fait d'une tentative de libération de José Antonio Primo de Rivera la trame de l'intrigue. En raison d'une trahison, l'échec de cette tentative est imputé aux raisons qu'aurait eues le général Franco de ne pas voir José Antonio Primo de Rivera revenir sur la scène politique,.

## Publications
- Œuvres complètes (en espagnol) : José Antonio Primo de Rivera, Obras completas, Edición cronológica, Recopilación de Agustín del Río Cisneros, Delegación Nacional de la Sección Femenina de F.E.T. y de las J.O.N.S., Madrid, 1959. Cette édition chronologique des œuvres complètes fut publiée initialement en 1954 et régulièrement rééditée jusqu'en 1974.
- L'édition des œuvres complètes publiée par l'Instituto de Estudios Políticos en 1976 sous la direction de Agustín del Río Cisneros est disponible en ligne (version pdf).
- L'édition la plus récente des œuvres complètes, dite Edición del Centenario, a été publiée en deux volumes sous la direction de Rafael Ibáñez Hernández en 2007 par l'association Plataforma 2003. Elle contient de nombreux textes nouveaux par rapport aux éditions antérieures, en particulier les textes littéraires de José Antonio. Voir : tableau comparatif des indices des éditions successives

### Traductions françaises
- José Antonio Primo de Rivera, La Réponse de l'Espagne, Éditions du Trident, 2003  (ISBN 978-2848800073)
- José Antonio Primo de Rivera, Face à face, Éditions de L'homme libre  (ISBN 978-2912104281)
- José Antonio Primo de Rivera, Anthologie (textes choisis par Gonzalo Torrente Ballester), Ediciones Prensa del Movimiento, Madrid, 1950. Traduction française en ligne  (ISBN 978-0244453107)